# Henning Lundström (trädgårdsmästare)
Nils Henning Lundström, född 24 april 1905 i Knislinge församling, Kristianstads län, död 8 oktober 1981 i Kristianstad, var en svensk trädgårdsman. 
Lundström, som var son till skräddarmästare Herman Lundström och Hilda Jönsson, utexaminerades från Kungliga Lantbruksakademiens trädgårdsskola i Ultuna 1928. Han blev trädgårdsmästare vid Experimentalfältets trädgårdsskola 1928, vid AB Hässelby Plantskola 1929, hos Ludvig Nobel i Nynäshamn 1930, distriktsträdgårdsmästare vid Södra begravningsplatsen i Stockholm 1932 och var stadsträdgårdsmästare i Kristianstads stad från 1934. Han var ledamot av stadsfullmäktige från 1941 och nämndeman från 1945. Han skrev artiklar i facktidskrifter.